# Campeón de Campeones 2024-25
El Campeón de Campeones 2024-25 fue la LII edición del Campeón de Campeones de la Liga MX. Esta edición fue disputada por los campeones correspondientes de la temporada 2024-25, siendo el campeón del Torneo Apertura 2024: América y el ganador del Clausura 2025: Toluca, siendo los Diablos Rojos los ganadores de esta final.
Inicialmente, el 19 de mayo de 2025, se anunció que se iba a llevar a cabo el partido y se iban a considerar escenarios dependiendo de quién ganara el Torneo Clausura 2025, por ejemplo, en caso de que América ganara el Clausura 2025, se podía plantear una posible disputa de la Supercopa de la Liga MX en contra del primer lugar de la tabla acumulada de la temporada 2024-25, Cruz Azul, al ser el club azulcrema el campeón vigente del Campeón de Campeones. No obstante, debido a que el conjunto mexiquense se consagró como ganador del Clausura 2025 el 25 de mayo, este partido por este trofeo de Campeón de Campeones se disputó con normalidad.
Fue la segunda final entre estos dos equipos en esta competición, luego de la final de la edición 1988-89 que ganó América, y la quinta final sumando todas las competiciones, entre ellas dos finales de Liga; la de la temporada 1970-71 y la reciente final del Clausura 2025, con un campeonato por bando; además de la final de la Copa de Campeones de la Concacaf 2006 donde campeonaron las águilas. El club escarlata se consagró campeón de esta edición tras ganar el partido por un marcador de 3–1.
El partido se llevó a cabo el 20 de julio de 2025, nuevamente en el Dignity Health Sports Park de Carson, California, repitiendo como recinto anfitrión de este trofeo, siendo que al igual que sus competencias predecesoras, se disputaron en Estados Unidos como sede neutral.

## Sistema de competición
El trofeo Campeón de Campeones lo disputaron los campeones de los torneos Apertura 2024 y Clausura 2025.
El Club vencedor del Campeón de Campeones fue aquel que en el partido anotó el mayor número de goles. Si al término del tiempo reglamentario el partido estuviera empatado, se procederá a lanzar tiros penales, hasta que resulte un vencedor.

## Información de los equipos
| América |  |  |  | Campeón de la Primera División de México (Apertura 2024) |
| Toluca  |  |  |  | Campeón de la Primera División de México (Clausura 2025) |

| Equipo  | Entrenador      | Estadio                              | Ciudad                   |
| ------- | --------------- | ------------------------------------ | ------------------------ |
| América | André Jardine   | Estadio de la Ciudad de los Deportes | Ciudad de México         |
| Toluca  | Antonio Mohamed | Estadio Nemesio Díez                 | Toluca, Estado de México |

## Ficha del partido
| 20 de julio de 2025, 18:15 (UTC-7)               | América     | 1:3 (1:2) | Toluca                                   | Dignity Health Sports Park, Carson |                                    |
|                                                  | Zendejas 1' | Reporte   | Romero 12' · Méndez 45+5' · Paulinho 72' | Árbitro(s): Víctor Alfonso Cáceres | Árbitro(s): Víctor Alfonso Cáceres |
| Toluca campeón del Campeón de Campeones 2024-25. |             |           |                                          |                                    |                                    |

| 1     | POR   | Luis Malagón       |       |
| 3     | DEF   | Israel Reyes       |       |
| 4     | DEF   | Sebastián Cáceres  | 57'   |
| 31    | DEF   | Igor Lichnovsky    |       |
| 26    | DEF   | Cristian Borja     |       |
| 8     | MED   | Álvaro Fidalgo     | 90+3' |
| 28    | MED   | Érick Sánchez      | 57'   |
| 12    | MED   | Isaías Violante    | 57'   |
| 10    | MED   | Alejandro Zendejas | 90+3' |
| 7     | MED   | Brian Rodríguez    |       |
| 27    | DEL   | Rodrigo Aguirre    |       |
| D. T. | D. T. | André Jardine      |       |

| 22    | POR   | Luis García      |     |
| 2     | DEF   | Diego Barbosa    |     |
| 4     | DEF   | Bruno Méndez     |     |
| 6     | DEF   | Federico Pereira |     |
| 13    | DEF   | Luan             |     |
| 20    | DEF   | Jesús Gallardo   |     |
| 14    | MED   | Marcel Ruiz      | 63' |
| 5     | MED   | Franco Romero    |     |
| 10    | MED   | Ricardo Angulo   | 72' |
| 26    | DEL   | Paulinho         | 72' |
| 9     | DEL   | Alexis Vega      | 89' |
| D. T. | D. T. | Antonio Mohamed  |     |

| 5  | Defensa        | Kevin Álvarez    | 57'   |
| 20 | Centrocampista | Alexis Gutiérrez | 57'   |
| 19 | Delantero      | José Zúñiga      | 57'   |
| 29 | Defensa        | Ramón Juárez     | 90+3' |
| 13 | Centrocampista | Alan Cervantes   | 90+3' |

| 8  | Centrocampista | Nicolás Castro       | 63'     |
| 11 | Delantero      | Helinho              | 72 87'' |
| 31 | Delantero      | Robert Morales       | 72'     |
| 7  | Centrocampista | Juan Pablo Domínguez | 87'     |
| 16 | Centrocampista | Héctor Herrera       | 89'     |

| 1' | Alejandro Zendejas | 1:0 |

| 12' · 45+5' · 72' | Franco Romero Bruno Méndez Paulinho | 1:1 1:2 1:3 |

| 35' · 45+2' · 59' | Álvaro Fidalgo Isaías Violante Israel Reyes |

| 8' · 30' · 45+1' · 77' | Marcel Ruiz Alexis Vega Franco Romero Federico Pereira |

| 88' | Igor Lichnovsky |

| Principal  | Víctor Alfonso Cáceres Hernández |
| Asistentes | Christian Kiabek Espinosa Zavala |
|            | José Ibrahim Martínez Chavarría  |
| Cuarto     | Jesús Rafael López Valle         |

| VAR            | Jorge Abraham Camacho Peregrina |
| Asistentes VAR | Diana Stephanía Pérez Borja     |

|  |                    |     |     |
|  | Tiros              | 5   | 6   |
|  | Tiros a puerta     | 1   | 2   |
|  | Faltas             | 16  | 19  |
|  | Saques de esquina  | 3   | 3   |
|  | Fueras de juego    | 1   | 5   |
|  | Posesión del balón | 55% | 45% |

| 1     | POR   | Luis Malagón       |       |
| 3     | DEF   | Israel Reyes       |       |
| 4     | DEF   | Sebastián Cáceres  | 57'   |
| 31    | DEF   | Igor Lichnovsky    |       |
| 26    | DEF   | Cristian Borja     |       |
| 8     | MED   | Álvaro Fidalgo     | 90+3' |
| 28    | MED   | Érick Sánchez      | 57'   |
| 12    | MED   | Isaías Violante    | 57'   |
| 10    | MED   | Alejandro Zendejas | 90+3' |
| 7     | MED   | Brian Rodríguez    |       |
| 27    | DEL   | Rodrigo Aguirre    |       |
| D. T. | D. T. | André Jardine      |       |

| 22    | POR   | Luis García      |     |
| 2     | DEF   | Diego Barbosa    |     |
| 4     | DEF   | Bruno Méndez     |     |
| 6     | DEF   | Federico Pereira |     |
| 13    | DEF   | Luan             |     |
| 20    | DEF   | Jesús Gallardo   |     |
| 14    | MED   | Marcel Ruiz      | 63' |
| 5     | MED   | Franco Romero    |     |
| 10    | MED   | Ricardo Angulo   | 72' |
| 26    | DEL   | Paulinho         | 72' |
| 9     | DEL   | Alexis Vega      | 89' |
| D. T. | D. T. | Antonio Mohamed  |     |

| 5  | Defensa        | Kevin Álvarez    | 57'   |
| 20 | Centrocampista | Alexis Gutiérrez | 57'   |
| 19 | Delantero      | José Zúñiga      | 57'   |
| 29 | Defensa        | Ramón Juárez     | 90+3' |
| 13 | Centrocampista | Alan Cervantes   | 90+3' |

| 8  | Centrocampista | Nicolás Castro       | 63'     |
| 11 | Delantero      | Helinho              | 72 87'' |
| 31 | Delantero      | Robert Morales       | 72'     |
| 7  | Centrocampista | Juan Pablo Domínguez | 87'     |
| 16 | Centrocampista | Héctor Herrera       | 89'     |

| 1' | Alejandro Zendejas | 1:0 |

| 12' · 45+5' · 72' | Franco Romero Bruno Méndez Paulinho | 1:1 1:2 1:3 |

| 35' · 45+2' · 59' | Álvaro Fidalgo Isaías Violante Israel Reyes |

| 8' · 30' · 45+1' · 77' | Marcel Ruiz Alexis Vega Franco Romero Federico Pereira |

| 88' | Igor Lichnovsky |

| Principal  | Víctor Alfonso Cáceres Hernández |
| Asistentes | Christian Kiabek Espinosa Zavala |
|            | José Ibrahim Martínez Chavarría  |
| Cuarto     | Jesús Rafael López Valle         |

| VAR            | Jorge Abraham Camacho Peregrina |
| Asistentes VAR | Diana Stephanía Pérez Borja     |

|  |                    |     |     |
|  | Tiros              | 5   | 6   |
|  | Tiros a puerta     | 1   | 2   |
|  | Faltas             | 16  | 19  |
|  | Saques de esquina  | 3   | 3   |
|  | Fueras de juego    | 1   | 5   |
|  | Posesión del balón | 55% | 45% |

| 1     | POR   | Luis Malagón       |       |
| 3     | DEF   | Israel Reyes       |       |
| 4     | DEF   | Sebastián Cáceres  | 57'   |
| 31    | DEF   | Igor Lichnovsky    |       |
| 26    | DEF   | Cristian Borja     |       |
| 8     | MED   | Álvaro Fidalgo     | 90+3' |
| 28    | MED   | Érick Sánchez      | 57'   |
| 12    | MED   | Isaías Violante    | 57'   |
| 10    | MED   | Alejandro Zendejas | 90+3' |
| 7     | MED   | Brian Rodríguez    |       |
| 27    | DEL   | Rodrigo Aguirre    |       |
| D. T. | D. T. | André Jardine      |       |

| 22    | POR   | Luis García      |     |
| 2     | DEF   | Diego Barbosa    |     |
| 4     | DEF   | Bruno Méndez     |     |
| 6     | DEF   | Federico Pereira |     |
| 13    | DEF   | Luan             |     |
| 20    | DEF   | Jesús Gallardo   |     |
| 14    | MED   | Marcel Ruiz      | 63' |
| 5     | MED   | Franco Romero    |     |
| 10    | MED   | Ricardo Angulo   | 72' |
| 26    | DEL   | Paulinho         | 72' |
| 9     | DEL   | Alexis Vega      | 89' |
| D. T. | D. T. | Antonio Mohamed  |     |

| 5  | Defensa        | Kevin Álvarez    | 57'   |
| 20 | Centrocampista | Alexis Gutiérrez | 57'   |
| 19 | Delantero      | José Zúñiga      | 57'   |
| 29 | Defensa        | Ramón Juárez     | 90+3' |
| 13 | Centrocampista | Alan Cervantes   | 90+3' |

| 8  | Centrocampista | Nicolás Castro       | 63'     |
| 11 | Delantero      | Helinho              | 72 87'' |
| 31 | Delantero      | Robert Morales       | 72'     |
| 7  | Centrocampista | Juan Pablo Domínguez | 87'     |
| 16 | Centrocampista | Héctor Herrera       | 89'     |

| 1' | Alejandro Zendejas | 1:0 |

| 12' · 45+5' · 72' | Franco Romero Bruno Méndez Paulinho | 1:1 1:2 1:3 |

| 35' · 45+2' · 59' | Álvaro Fidalgo Isaías Violante Israel Reyes |

| 8' · 30' · 45+1' · 77' | Marcel Ruiz Alexis Vega Franco Romero Federico Pereira |

| 88' | Igor Lichnovsky |

| Principal  | Víctor Alfonso Cáceres Hernández |
| Asistentes | Christian Kiabek Espinosa Zavala |
|            | José Ibrahim Martínez Chavarría  |
| Cuarto     | Jesús Rafael López Valle         |

| VAR            | Jorge Abraham Camacho Peregrina |
| Asistentes VAR | Diana Stephanía Pérez Borja     |

|  |                    |     |     |
|  | Tiros              | 5   | 6   |
|  | Tiros a puerta     | 1   | 2   |
|  | Faltas             | 16  | 19  |
|  | Saques de esquina  | 3   | 3   |
|  | Fueras de juego    | 1   | 5   |
|  | Posesión del balón | 55% | 45% |

| 1     | POR   | Luis Malagón       |       |
| 3     | DEF   | Israel Reyes       |       |
| 4     | DEF   | Sebastián Cáceres  | 57'   |
| 31    | DEF   | Igor Lichnovsky    |       |
| 26    | DEF   | Cristian Borja     |       |
| 8     | MED   | Álvaro Fidalgo     | 90+3' |
| 28    | MED   | Érick Sánchez      | 57'   |
| 12    | MED   | Isaías Violante    | 57'   |
| 10    | MED   | Alejandro Zendejas | 90+3' |
| 7     | MED   | Brian Rodríguez    |       |
| 27    | DEL   | Rodrigo Aguirre    |       |
| D. T. | D. T. | André Jardine      |       |

| 22    | POR   | Luis García      |     |
| 2     | DEF   | Diego Barbosa    |     |
| 4     | DEF   | Bruno Méndez     |     |
| 6     | DEF   | Federico Pereira |     |
| 13    | DEF   | Luan             |     |
| 20    | DEF   | Jesús Gallardo   |     |
| 14    | MED   | Marcel Ruiz      | 63' |
| 5     | MED   | Franco Romero    |     |
| 10    | MED   | Ricardo Angulo   | 72' |
| 26    | DEL   | Paulinho         | 72' |
| 9     | DEL   | Alexis Vega      | 89' |
| D. T. | D. T. | Antonio Mohamed  |     |

| 5  | Defensa        | Kevin Álvarez    | 57'   |
| 20 | Centrocampista | Alexis Gutiérrez | 57'   |
| 19 | Delantero      | José Zúñiga      | 57'   |
| 29 | Defensa        | Ramón Juárez     | 90+3' |
| 13 | Centrocampista | Alan Cervantes   | 90+3' |

| 8  | Centrocampista | Nicolás Castro       | 63'     |
| 11 | Delantero      | Helinho              | 72 87'' |
| 31 | Delantero      | Robert Morales       | 72'     |
| 7  | Centrocampista | Juan Pablo Domínguez | 87'     |
| 16 | Centrocampista | Héctor Herrera       | 89'     |

| 1' | Alejandro Zendejas | 1:0 |

| 12' · 45+5' · 72' | Franco Romero Bruno Méndez Paulinho | 1:1 1:2 1:3 |

| 35' · 45+2' · 59' | Álvaro Fidalgo Isaías Violante Israel Reyes |

| 8' · 30' · 45+1' · 77' | Marcel Ruiz Alexis Vega Franco Romero Federico Pereira |

| 88' | Igor Lichnovsky |

| Principal  | Víctor Alfonso Cáceres Hernández |
| Asistentes | Christian Kiabek Espinosa Zavala |
|            | José Ibrahim Martínez Chavarría  |
| Cuarto     | Jesús Rafael López Valle         |

| VAR            | Jorge Abraham Camacho Peregrina |
| Asistentes VAR | Diana Stephanía Pérez Borja     |

|  |                    |     |     |
|  | Tiros              | 5   | 6   |
|  | Tiros a puerta     | 1   | 2   |
|  | Faltas             | 16  | 19  |
|  | Saques de esquina  | 3   | 3   |
|  | Fueras de juego    | 1   | 5   |
|  | Posesión del balón | 55% | 45% |

## Ganador
| Campeón de Campeones 2024-25 |
| ---------------------------- |
|                              |
| Toluca                       |
| 5.º título                   |